# Пенка Пейковска
Пенка Иванова Пейковска е българска историчка, университетска преподавателка и преводачка, професор, доктор на историческите науки.

## Биография
Родена е на 26 март 1960 г. в гр. Троян. Възпитаничка е на 114-а английска езикова гимназия „Лиляна Димитрова“ (днес Първа английска гимназия), випуск 1979 г. В периода 1981–1986 г. следва история и етнография в Будапещенския университет „Лоранд Йотвьош“. Започва работа в Националния исторически музей. През 1987–1990 и 1994–1998 г. работи в Централния държавен исторически архив. От 1990 до 1994 г.  е редовен докторант в Института по история (днес Институт за исторически изследвания) при Българска академия на науките, където защитава дисертация на тема „Документи от личен произход за българо-унгарските културни взаимоотношения 1879–1941 г. Извороведски анализ“. От 1998 г. е научен сътрудник в Института по история при БАН. Специализира в Централноевропейския университет в Будапеща (1991–1992) , в Института по история при Унгарската академия на науките (от 1993 г. нататък ежегодно), в Словакия, Русия. От 2001 г. преподава в специалност „Унгарска филология“ във Факултета по класически и нови филологии на Софийския университет „Св. Климент Охридски“. През 2014 г. е избрана за доцент, а през 2020 г. – за професор, от 2015 г. е доктор на историческите науки.
Научните ѝ интереси са в областта на изворознанието, историческата демография, новата и най-нова история на Унгария, българо-унгарските културни и политически взаимоотношения през ХІХ – ХХ в., българската общност в Унгария, унгарците в България.
Член е на Обществения орган на Унгарската академия на науките, на Международното унгарско филологическо дружество и на Българското генеалогическо дружество „Родознание“.